# Albert Decourtray

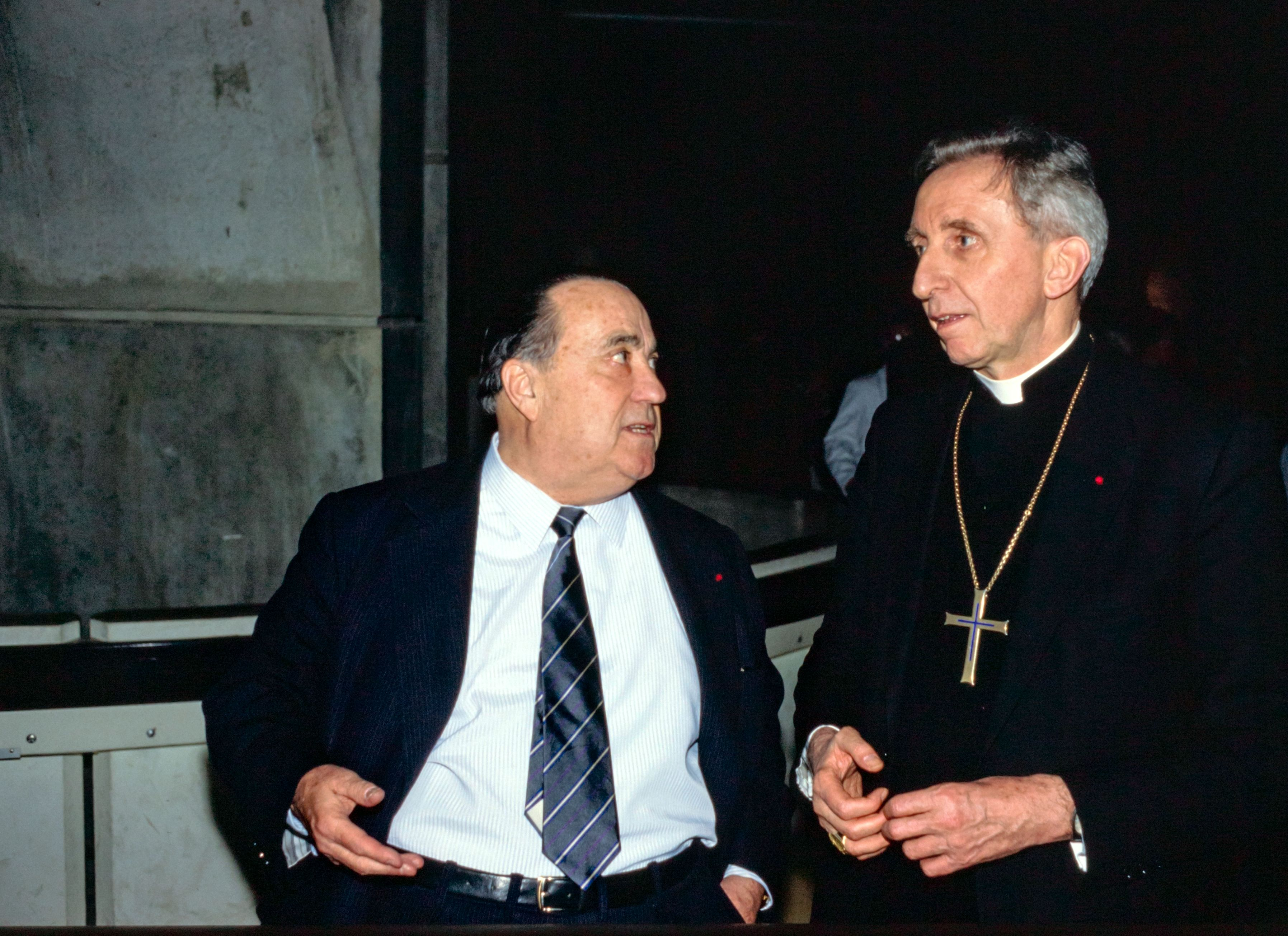
Albert Kardinal Decourtray (re.) mit Charles Béraudier (1987)

Kardinalswappen von Albert Decourtray

Albert Florent Augustin Kardinal Decourtray (* 9. April 1923 in Wattignies bei Lille; † 16. September 1994 in Lyon) war ein französischer Geistlicher und römisch-katholischer Erzbischof von Lyon sowie Primas von Frankreich.

## Leben
Decourtray empfing am 29. Juni 1947 das Sakrament der Priesterweihe und feierte seine Primiz im Juli 1947 in Seclin, wo er mit seiner Familie seit 1938 wohnte. Seine Devise war in simplicitate (lat. für „in Einfachheit“). Er wurde Priester in der Diözese Lille. Von 1948 bis 1951 absolvierte er ein Promotionsstudium an der Päpstlichen Universität Gregoriana, das er mit dem Akademischen Grad eines Dr. theol. abschloss. Während dieser Studienzeit in Rom war er zudem Kaplan an der Kirche San Luigi dei Francesi. Anschließend war er ab 1952 Professor am Priesterseminar von Lille, ab 1966 Generalvikar in derselben Diözese und Archidiakon von Roubaix.
Papst Paul VI. ernannte ihn am 27. Mai 1971 zum Titularbischof von Hippo Diarrhytus und zum Weihbischof in Dijon. Die Bischofsweihe empfing er am 3. Juli desselben Jahres durch den Bischof von Lille, Adrien Gand. Mitkonsekratoren waren die Bischöfe André de la Brousse und Jean Sauvage. Am 22. April 1974 wurde er zum Bischof der Diözese Dijon ernannt. Am 29. Oktober 1981 ernannte ihn Papst Johannes Paul II. zum Erzbischof von Lyon und damit zum Primas von Frankreich. Zusätzlich übertrug er ihm am 23. April 1982 das Amt des Prälaten der Territorialprälatur Mission de France o Pontigny und nahm ihn am 25. Mai 1985 als Kardinalpriester mit der Titelkirche Santissima Trinità al Monte Pincio in das Kardinalskollegium auf. Von 1987 bis 1990 war er zudem Präsident der Französischen Bischofskonferenz und Mitglied des Päpstlichen Rates für den Interreligiösen Dialog und den Dialog mit den Nichtgläubigen. 1988 legte er das Amt des Prälaten der Prälatur „Mission de France“ nieder.
1990 ließ er durch eine Historikerkommission die Verstrickung der katholischen Bischöfe Frankreichs in das Vichy-Regime untersuchen. Deren 1992 vorgestellter Bericht fiel nach den Worten des Historikers und Publizisten Joseph Rovan „verheerend“ für die Kirche aus.
Kardinal Decourtray wurde am 1. Juli 1993 zum Mitglied der Académie française gewählt, womit er Professor Hamburger auf Sitz 4 nachfolgte. Seine offizielle Berufung erfolgte am 10. März 1994. Albert Decourtray starb am 16. September 1994 in Lyon und wurde am 22. September desselben Jahres in der Krypta der Kathedrale von Lyon bestattet. Nach seinem Ableben wurde der Erzbischof von Paris, Jean-Marie Kardinal Lustiger sein Nachfolger als Mitglied in der Académie Française.